# Victor Alexander Carus
Victor Alexander Carus, auch Viktor Alexander Carus (geboren am 13. Juli 1888 in Leipzig; gestorben am 31. August 1940 ebenda) war ein deutscher Kunst- und Musikhistoriker.

## Leben
Victor Alexander Carus war der Sohn des Zoologen Julius Victor Carus und dessen zweiter Ehefrau Alexandra (geborene Petroff) sowie ein Enkel des Leipziger Arztes Ernst August Carus und der Sängerin Agnes Carus. Er besuchte von September 1897 bis Ostern 1906 das Nicolaigymnasium. Anschließend studierte er an der Universität Leipzig und der Universität Berlin (Wintersemester 1907/08) Kunstgeschichte. Er wurde am 29. Februar 1912 bei August Schmarsow und Georg Vitzthum von Eckstädt in Leipzig mit einer Dissertation über Das Altarwerk zu Lauenstein und die Anfänge des Barock in Sachsen promoviert.
Er war seit Sommer 1913 für die Bände 9 bis 11 des Allgemeinen Lexikons der Bildenden Künstler von der Antike bis zur Gegenwart Mitarbeiter der Redaktion in Leipzig und verfasste unter dem Kurzzeichen V. A. C. biografische Beiträge. 1913 stellte er zudem das Register der Bände für das Lehr- und Handbuch der Weltgeschichte von Georg Weber und Alfred Baldamus zusammen.
Er war langjähriger Mitarbeiter des Staatlichen Instituts für Musikforschung in Berlin, wo er in der Rubrik „Deutsche Zeitschriftenaufsatze“ für die Bibliographie des Musikschrifttums die deutschsprachigen Zeitschriften bearbeitete.

## Veröffentlichungen (Auswahl)
- Das Altarwerk zu Lauenstein und die Anfänge des Barock in Sachsen. Druck der Hoffmannschen Buchdruckerei Felix Krais, Stuttgart 1912 (Zugleich Dissertation zur Erlangung der Doktorwürde, Leipzig 1912, mit Lebenslauf).
- Beethoven-Literatur 1937–38. In: Neues Beethoven-Jahrbuch. Neunter Jahrgang, 1939, OCLC 36733339, S. 100–127.